# Ivan Mažuranić
Ivan Mažuranić (11. srpna 1814, Novi Vinodolski – 4. srpna 1890, Záhřeb) byl chorvatský básník, jazykovědec a politik, pravděpodobně nejvýznamnější osobnost chorvatského kulturního života 19. století. Jeho portrét je na stokunové bankovce.

## Život
Narodil se v zámožné rodině nižší šlechty v oblasti Přímoří. Měl mimořádný talent – hovořil devíti jazyky[zdroj?] a věnoval se mimo jiné astronomii a matematice. Jeho kritika Rakouska-Uherska podnítila v zemi nepokoje. Nejvíce je ale znám pro svou „trojznalost“ – byl ekonomem, jazykovědcem a básníkem.
Mažuranić byl prvním chorvatským šlechticem, který se ke svému titulu nehlásil a počítal se spíše mezi prosté občany. Podnítil přechod Chorvatska z polofeudální do moderní společnosti a přiblížil Chorvatsko Evropě. Podílel se na modernizaci chorvatského vzdělávacího systému vytvořením sítě státních škol a snížením vlivu církevního školství a podnikl řadu dalších kroků k modernizaci (a sekularizaci) chorvatské společnosti.
Jeho jazykovědné dílo mělo nesmírný vliv na moderní chorvatštinu, jeho Německo – ilyrský / (chorvatský) slovník, obsahující přes 40 000 hesel (napsal jej roku 1842 spolu s Josipem Užarevićem) tvoří stále základ spisovného chorvatského jazyka. Mnoho Mažuranićem vytvořených slov[zdroj?], např. nosorog (nosorožec) či sladoled (zmrzlina) se v chorvatštině užívá dodnes.

## Literární tvorba

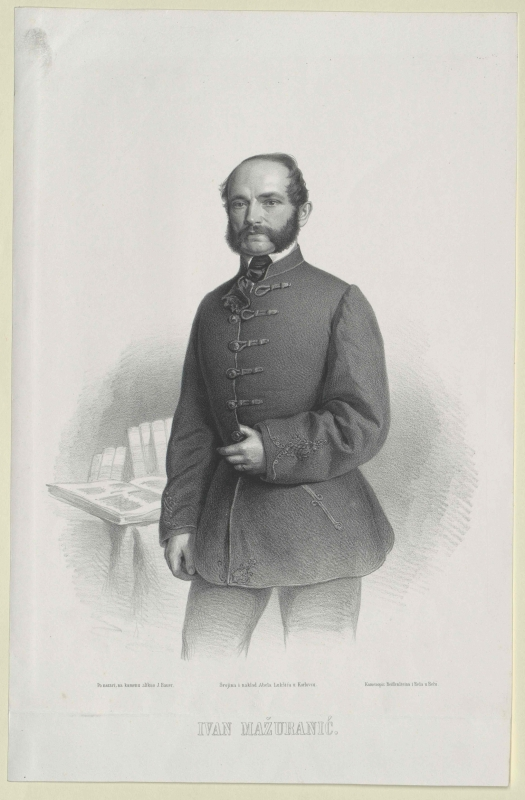
Ivan Mažuranić

Jeho nejznámějším básnickým dílem je chorvatský národní epos Smrt Smail-agy Čengiće (v originále Smrt Smail age Čengića). Jedná se o jednu z nejznámějších chorvatských básní v celkem pěti zpěvech. Je oslavou odvahy, věrnosti a spravedlnosti.
Inspirací k ní je relativně bezvýznamná událost z Černé Hory – v rámci krevní msty byl Černohorci zabit místní bezvýznamný muslimský tyran. Tuto jednoduchou událost změnil Mažuranić v oslavnou ódu na osvobozenecký boj.
Mažuranić dále dokončil epos Osman (chybějící dva zpěvy) od Ivana Gunduliće a svým básnickým dílem uzavřel epochu chorvatského romantismu a celou chorvatskou epiku.
Byl také překladatelem, a to z řady jazyků, včetně češtiny. Zemřel v Záhřebu a je pohřben na hřbitově Mirogoj.

## Politika
V roce 1848 vydal Mažuranić spis s názvem Chorvati Maďarům (Hervati Magjarom), kde stanoví politický program vytyčující sjednocení Chorvaty obývaných území. Poté byl poslancem Saboru, spřízněným s Národní stranou a zakladatelem Samostatné národní strany. Do politiky se Mažuranić zapsal ale především jako chorvatský bán (1873–1880); právě jmenování jeho do nejvyšší chorvatské funkce bylo vnímáno jako jisté uklidnění vyostřených národnostních sporů na jižním okraji zemí koruny Svatého Štěpána. Mezi chorvatskými nacionalisty však bylo jeho působení v tak vysoké funkci a hlavně spolupráce jak s Vídní, tak i Peští přijímáno se značným rozčarováním, ba i jako zrada.